# Бромид празеодима(III)
Бромид празеодима(III) — бинарное неорганическое соединение,
соль металла празеодима и бромистоводородной кислоты
с формулой PrBr3,
зелёные кристаллы,
слабо растворимые в воде,
образует кристаллогодраты.

## Получение
- Действие паров брома на празеодим[1]:

{\displaystyle {\mathsf {2Pr+3Br_{2}\ {\xrightarrow {T}}\ 2PrBr_{3}}}}
- Растворение оксида празеодима в бромистоводородной кислоте[4]:

{\displaystyle {\mathsf {Pr_{6}O_{11}+6HBr\ {\xrightarrow {}}\ 2PrBr_{3}+4PrO_{2}\downarrow +3H_{2}O}}}

## Физические свойства
Бромид празеодима(III) образует зелёные гигроскопичные кристаллы
гексагональной сингонии,
пространственная группа P 63/m,
параметры ячейки a = 0,792 нм, c = 0,438 нм, Z = 2,
структура типа трихлорида урана UCl3
.
При температуре 661 °С в соединении происходит фазовый переход.
Слабо растворяется в воде.
Образует кристаллогидрат состава PrBr3•xH2O.